# 原一司

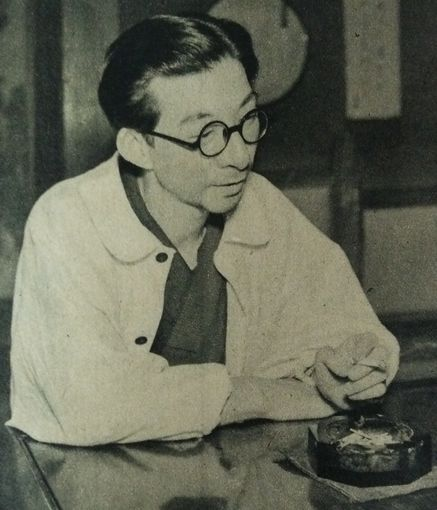
1953年

原 一司（はら かずし、1915年（大正4年）1月1日 - 1957年（昭和32年）2月5日）は、日本の漫画家。

## 生涯
東京都出身。明治大学文芸科に学ぶ。
宮尾しげをに師事。1934年、投稿作品が「東京日日新聞」に入選。同年秋より「現代」「雄辯」「富士」「講談倶楽部」（いずれも大日本雄辯會講談社）に大人漫画を描く。
1936年、児童漫画に転向。「幼年倶楽部」「少年倶楽部」「少女倶楽部」「講談社の絵本」に執筆。
1944年応召、満州へ。
復員ののち漫画再開。代表作『カンラ・カラ兵衛』は時代劇なのに刀を使えないというGHQの制約を受けながら、その当時の戦場からの復員や尋ね人など時代世相を下敷きに、親子の情愛と温かみ、明朗快活さで人気を得る。

## 主な作品
- 『カンラ・カラ兵衛』（「漫画少年」1948年6月号 - 1952年7月号[2]、その後「幼年クラブ」に再録連載）
- 『ヨウちゃん』（「幼年クラブ」「婦人倶楽部」1948年4月号 - 1955年5月号、並行連載）
- 『ロボットS1号』　（東京漫画出版社　昭和23年）
- 『アップルくん』　（「少年世界」　昭和24年　連載）